# Moorcroft, Wyoming
Moorcroft är en småstad (town) i Crook County i nordöstra Wyoming i USA, med 1 009 invånare vid 2010 års folkräkning.

## Kommunikationer
Moorcroft ligger vid motorvägen Interstate 90, på den plats där de federala landsvägarna U.S. Route 14 och U.S. Route 16 ansluter till motorvägen från nordost respektive sydost. Genom orten går BNSF:s järnvägslinje.

## Kända invånare
- Chancey Williams (född 1981), countrysångare och tidigare rodeoartist.